# Lőrincz Zsigmond
Lőrincz Zsigmond (Bardoc, 1964. február 27. – Kovászna, 2012. november 23.) erdélyi magyar politikus, Kovászna város volt polgármestere.

## Élete
2009-ben szerzett diplomát a George Bariţiu Egyetem Közgazdaság karán. Több cégnél dolgozott ügyvezetőként, majd 2008-ban Kovászna város polgármestere lett. 2010-től az RMDSZ orbaiszéki szervezetének elnöke. 2012 júniusában újraválasztották.

## Emléke
Közéleti szereplőként többszörösen kivívta a kovásznai, az orbaiszéki magyarság bizalmát, közvetlensége, egyenes és őszinte jelleme révén mindenki bizalommal fordult hozzá, akár a Polgármesteri Hivatalban, akár az utcán találkozott vele. Hitte és vallotta, a székelyföldi embereknek itthon kell hazát teremteni, politikusi és közéleti szereplőként minden nap ezért dolgozott. Munkáját elismerték és értékelték, a székely emberek iránti elkötelezettsége példaértékű marad.